# 利南村
利南村（となみむら）は、群馬県の北部、利根郡に属していた村である。

## 地理
- 河川 ‐ 利根川、片品川

## 歴史
- 1889年（明治22年）4月1日 町村制施行により、戸鹿野村、戸鹿野新町、沼須村、上沼須村、下久屋村、上久屋村、横塚村の1町6村が合併し、利根郡利南村が成立する。
- 1954年（昭和29年）4月1日 利根郡沼田町、池田村、薄根村、川田村と合併し、沼田市を新設する。